# Саксон (Вале)
Саксон (фр. Saxon) — громада  в Швейцарії в кантоні Вале, округ Мартіньї.

## Географія
Громада розташована на відстані близько 95 км на південь від Берна, 18 км на південний захід від Сьйона.
Саксон має площу 23,2 км², з яких на 10,9% дозволяється будівництво (житлове та будівництво доріг), 30,5% використовуються в сільськогосподарських цілях, 52% зайнято лісами, 6,7% не є продуктивними (річки, льодовики або гори).

## Демографія
2019 року в громаді мешкало 6086 осіб (+33,6% порівняно з 2010 роком), іноземців було 30,2%. Густота населення становила 262 осіб/км².
За віковим діапазоном населення розподілялося таким чином: 21,7% — особи молодші 20 років, 63,5% — особи у віці 20—64 років, 14,8% — особи у віці 65 років та старші. Було 2651 помешкань (у середньому 2,3 особи в помешканні).
Із загальної кількості 2134 працюючих 298 було зайнятих в первинному секторі, 390 — в обробній промисловості, 1446 — в галузі послуг.